# KV41
KV41 es una tumba egipcia del llamado Valle de los Reyes, situado en la orilla oeste del Nilo, a la altura de la moderna ciudad de Luxor. El hecho de estar tan alejada de las otras tumbas y presentar un pozo tan profundo la hacen uno de los sepulcros más especiales de la necrópolis.

## Situación
Está muy lejos del grueso de tumbas, al este del Valle Oriental y sin ninguna vecina próxima. Esta anomalía, que coloca este lugar en un punto intermedio entre el valle y Deir el-Bahari ha hecho creer que fue construida antes de que se generalizase el enterramiento de los faraones más al oeste. KV41 es una tumba a todas luces incompleta. Consiste solamente en un gran pozo de más de 11 metros de altura (por supuesto sin decoración).

## Excavación
La tumba fue descubierta en 1899 por Victor Loret, que la halló completamente vacía. Loret llegó a la conclusión de que seguramente ni siquiera llegase a ser ocupada, pues la falta de restos de equipamiento funerario habla por sí sola. Ahora bien, ¿quién pudo ser el destinatario de esta tumba? Últimamente se ha planteado la hipótesis de que fuera la reina Tetisheri, la matriarca de la dinastía XVIII y madre del penúltimo rey de la dinastía XVII, el belicoso Seqenenra.
De haber sido así, KV41 habría sido una de las primeras tumbas del Valle de los Reyes, pues se cree que Tetisheri murió, como muy tarde, en el reinado de Amenhotep I, cuando se tiene por fundador de la necrópolis real a Thutmose I, su sucesor. Sin embargo, lo único que se sabe con total certeza es que data de comienzos de la dinastía XVIII y de que por su planta podría haber estado luces destinada a una reina o a un príncipe. No se ha hallado el nombre de Tetisheri o de cualquier otro miembro de la familia real en aquel pozo o en sus cercanías para que certifique esta hipótesis, aunque la momia de esta mujer fue una de las halladas en el escondite de DB320.